# Obština Chadžidimovo
Obština Chadžidimovo (bulharsky Община Хаджидимово) je bulharská jednotka územní samosprávy v Blagoevgradské oblasti. Leží v jihozápadním Bulharsku podél hranic s Řeckem. Její povrch je převážně hornatý, přičemž na západě se rozkládá Pirin a přilehlá pohoří a na východě západní svahy Západních Rodopů; mezi ně se vkliňuje údolí Mesty. Správním střediskem je město Chadžidimovo, kromě něj obština zahrnuje 14 vesnic. Žije zde přes 9 tisíc stálých obyvatel.

## Sídla
| - Ablanica - Beslen - Blatska - Gajtaninovo - Chadžidimovo (sídlo správy) | - Ilinden - Koprivlen - Lăki - Nova Lovča - Novo Leski | - Paril - Petrelik - Sadovo - Teplen - Tešovo |

## Sousední obštiny
| Růžice kompasu | Goce Delčev | Gărmen               |         | Růžice kompasu |
| Růžice kompasu | Sandanski   | Sever                | Satovča | Růžice kompasu |
| Růžice kompasu | Sandanski   | Obština Chadžidimovo | Satovča | Růžice kompasu |
| Růžice kompasu | Sandanski   | Jih                  | Satovča | Růžice kompasu |
| Růžice kompasu |             |                      |         | Růžice kompasu |

## Obyvatelstvo
V obštině žije 9 120 stálých obyvatel a včetně přechodně hlášených obyvatel 10 747. Podle sčítáni 1. února 2011 bylo národnostní složení následující:
- Bulhaři: 6 763 (85.0 %)
- Turci: 615 (7.7 %)
- Romové: 263 (3.3 %)
- ostatní: 320 (4.0 %)